# Mitchell Leisen
Pour les articles homonymes, voir Leisen.
Mitchell Leisen est un costumier, chef décorateur et réalisateur américain, né le 6 octobre 1898 à Menominee (Michigan, États-Unis) et mort le 28 octobre 1972 à Los Angeles (États-Unis).

## Biographie
Créateur de costumes, surtout pour les films de Cecil B. DeMille, au début des années 1920 mais aussi pour ceux d’Allan Dwan, Ernst Lubitsch, Raoul Walsh, décorateur par la suite, il devient assistant réalisateur avec Cecil B. De Mille pour Le Signe de la croix. Il commence une carrière de réalisateur pour la Paramount Pictures à partir de 1933 tout en continuant ses travaux de costumier et de décorateur.

## Filmographie partielle

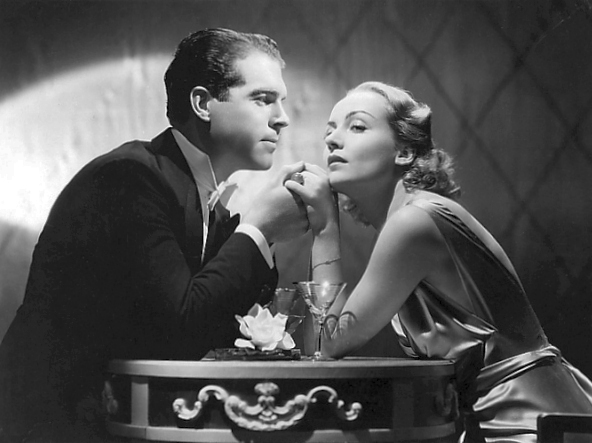
Fred MacMurray et Carole Lombard
dans Jeux de mains de Mitchell Leisen (1935).

### Réalisateur
- 1933 : Le Chant du berceau (Cradle Song)
- 1934 : La Métisse (Behold My Wife)
- 1934 : La mort prend des vacances (Death Takes a Holiday)
- 1934 : Rythmes d'amour (Murder at the Vanities)
- 1935 : Jeux de mains (Hands Across the Table)
- 1935 : Ultime Forfait (Four Hours to kill!)
- 1936 : Treize Heures dans l'air (Thirteen Hours by Air)
- 1936 : The Big Broadcast of 1937 (The Big Broadcast of 1937)
- 1937 : Trompette Blues (Swing High, Swing Low)
- 1937 : La Vie facile (Easy Living)
- 1938 : Big Broadcast of 1938 (The Big Broadcast of 1938)
- 1938 : Les Américains à Paris (Artists and Models Abroad)
- 1939 : La Baronne de minuit (Midnight)
- 1940 : L'Aventure d'une nuit (Remember the Night)
- 1940 : Éveille-toi mon amour (Arise, My Love)
- 1941 : L'Escadrille des jeunes (I Wanted Wings)
- 1941 : Par la porte d'or (Hold Back the Dawn)
- 1942 : Madame veut un bébé (The Lady is willing)
- 1942 : Mon secrétaire travaille la nuit (Take a Letter, Darling)
- 1943 : La Dangereuse Aventure (No Time for Love)
- 1944 : Les Nuits ensorcelées (Lady in the dark)
- 1944 : L'aventure vient de la mer (Frenchman's Creek)
- 1944 : Une femme sur les bras (Practically Yours)
- 1945 : La Duchesse des bas-fonds (Kitty)
- 1945 : Mascarade à Mexico (Masquerade in Mexico)
- 1946 : À chacun son destin (To Each His Own)
- 1947 : Ma femme, la capitaine (Suddenly, It's Spring)
- 1948 : Les Anneaux d'or (Golden Earrings)
- 1948 : Une femme au carrefour (Dream Girl)
- 1949 : La Vengeance des Borgia (Bride of Vengeance)
- 1950 : Chaînes du destin (No Man of Her Own)
- 1950 : Le Dénonciateur (Captain Carey, U.S.A.)
- 1951 : La Mère du marié (The Mating Season)
- 1951 : La Part du jeu (Darling, How Could You!) (USA) ou Rendezvous (UK)
- 1952 : Un garçon entreprenant (Young Man with Ideas)
- 1953 : Les Plus grandes vedettes du monde (Tonight We Sing)
- 1955 : Boulevards de Paris (Bedevilled)
- 1958 : Une fille qui promet (The Girl Most Likely)
- 1960 : Thriller (série TV)

### Costumier
- 1921 : Le Fruit défendu (Forbidden Fruit) de Cecil B. DeMille
- 1922 : Robin des Bois (Robin Hood) de Allan Dwan
- 1923 : Rosita de Ernst Lubitsch
- 1924 : Le Voleur de Bagdad de Raoul Walsh
- 1924 : Dorothy Vernon (Dorothy Vernon of Haddon Hall)
- 1925 : L'Empreinte du passé (The Road to Yesterday) de Cecil B. DeMille (et décorateur)
- 1928 : Power de Howard Higgin
- 1929 : La Mégère apprivoisée (The Taming of the Shrew) de Sam Taylor
- 1932 : Le Signe de la croix (The Sign of the cross) de Cecil B. DeMille
- 1934 : Cléopâtre (Cleopatra)
- 1942 : Madame veut un bébé (The Lady is willing)
- 1944 : Les Nuits ensorcelées (Lady in the dark)
- 1944 : L'aventure vient de la mer (Frenchman's Creek) (non crédité)
- 1949 : La Vengeance des Borgia (Bride of Vengeance)

### Décorateur
- 1925 : L'Empreinte du passé (The Road to Yesterday) de Cecil B. DeMille (et costumier)
- 1931 : Le Mari de l'Indienne (The Squaw Man) de Cecil B. DeMille
- 1932 : Le Signe de la croix (The Sign of the cross) de Cecil B. DeMille